# Peter Massing
Peter Massing (* 10. April 1946 in Dessau) ist ein deutscher Politikwissenschaftler.
Massing studierte von 1966 bis 1973 Politikwissenschaften, Soziologie, Volkswirtschaftslehre, Psychologie, Geschichte und Publizistik an den Universitäten Mainz und Hamburg; 1973 erlangte er sein Diplom in Politikwissenschaft. 1977 wurde er an der Universität Hamburg mit einer demokratietheoretischen Arbeit zum Dr. phil. promoviert. Von 1978 bis 1986 war Massing dann als Wissenschaftlicher Assistent und später Hochschulassistent für Bildungspolitik und Bildungsplanung an der FU Berlin tätig; im Anschluss daran bis 1989 als Redakteur und von 1989 bis 2004 als Leiter des Referats für politische Bildungsarbeit am Otto-Suhr-Institut für Politikwissenschaft. Von 2002 bis zu seiner Emeritierung 2014 war er Inhaber des Lehrstuhls für Sozialkunde und Didaktik der Politik am Otto-Suhr-Institut der FU Berlin, seitdem ist er dort Seniorprofessor.

## Werke (Auswahl)
- Interesse und Konsensus. Zur Rekonstruktion und Begründung normativ-kritischer Elemente neopluralistischer Demokratietheorie, Opladen 1979, zugl. Diss., Univ. Hamburg 1977. ISBN 3-8100-0265-8
- als Herausgeber: Ideengeschichtliche Grundlagen der Demokratie, Schwalbach 1999. ISBN 3-87920-581-7
- als Herausgeber zusammen mit Gotthard Breit: Demokratietheorien. Von der Antike bis zur Gegenwart. Texte und Interpretationen, Schwalbach 2001. ISBN 3-87920-064-5 (auch zu beziehen als bpb-Ausgabe, Bonn 2003: Demokratie-Theorien (Memento vom 12. Dezember 2007 im Internet Archive))
- als Herausgeber zusammen mit Gotthard Breit: Der Staat. Ideengeschichtliche Grundlagen, Wandel der Aufgaben, Stellung des Bürgers. Eine Einführung, Schwalbach 2003. ISBN 3-89974-072-6
- Politikdidaktik als Wissenschaft. Ausgewählte Aufsätze. Ein Studienbuch, Schwalbach 2011, ISBN 978-3-89974-726-3
- Politische Bildung in der Bundesrepublik Deutschland. Grundlagen - Kontroversen - Perspektiven, Frankfurt am Main 2021, ISBN 978-3-8252-5720-0
- Herausgeber der ehemaligen Fachzeitschrift: „Politische Bildung“ (zusammen mit Gotthard Breit, Johannes Varwick, Uwe Andersen, Wichard Woyke, Stefan Schieren), erscheint viermal jährlich im Wochenschau Verlag. Quelle: www.wochenschau-verlag.de/pb
- seit 2015 Mitherausgeber der Zeitschrift Politikum.